# ОШ „Војвода Степа” Београд
ОШ „Војвода Степа” се налази у Београду, у општини Вождовац. Основана је 1894. године, а име је добила по српском војводи Степи Степановићу.

## Историја
Основна школа „Војвода Степа“ у Кумодражу налази се на источном дијелу Вождовца на обронцима брда Торлак, после Авале највишим дијеловима Београда. На молбу општинских власти Кумодрашке општине упућене Министарству просвете донијето је рјешење о отварању школе у Кумодражу 1894. године. Први учитељ те школе је био Сима Благојевић. Школа је имала 15 ђака. Током времена број ђака се повећавао те је Министарство одобрило подизање нове зграде, на земљишту које је поклонио  богати сељак Благоје Животић-Бајун. Школа је почела са радом 1910 године. За вријеме балканских ратова школа је непрекидно радила, али је за време Првог свјетског рата била затворена. У то време значајан печат школи је дала учитељица Наталија Домановић, жена сатиричара Домановића. Током одбране Београда 1915 године,. Штаб команде одбране којим је руководио генерал Михајло Жибковић — Гвоздени био је смјештен у згради школе. Током Другом свјетском рату школа је радила до 1943. године када је претворена у болницу. У послијератном периоду школа је наставила са радом, мијењали су се учитељи, а одлуком НО Среза београдског 1950/51. основана је и нижа гимназија. Њен први директор је био Драгослав Миленковић. Прва генерација од 27 ученика завршила је осми разред 1954. године када је њен директор био Спасоје Гутовић. Одлуком  НОО Вождовца 1957. године школа добија име „Војвода Степа Степановић“ по прослављеном команданту Друге народне армије рођеног у Кумодражу. Одлуком школског одбора 1960. године први пут се као дан школе прославља 13. март, датум рођења војводе Степе.

## О школи
Ова школа се налази на простору од 1,7 ha. Настава се обавља у двије приземне школске зграде. У ову школу иде 802 ученика. Продужени боравак је организован за ученике првих и других разреда. Сваке године школа је учесник великог броја такмичења под окриљем Министарства а и других.